# مودیبو کیتا
مودیبو کیتا (انگلیسی: Modibo Keïta؛ ۴ ژوئن ۱۹۱۵ – ۱۶ مهٔ ۱۹۷۷) یک سیاست‌مدار اهل مالی بود.